# Oosterstraat (Groningen)
De Oosterstraat is een winkelstraat in het centrum van de stad Groningen die in noordelijke richting loopt van het Gedempte Zuiderdiep naar de Grote Markt, parallel aan de Gelkingestraat. Naar het zuiden toe ligt de Oosterstraat in het verlengde van de Rademarkt die weer in het verlengde ligt van de Oosterweg. De straat is vanaf het Zuiderdiep eenrichtingsstraat. Sinds het project Binnenstad Beter uit de jaren 90 zijn de trottoirs aanmerkelijk verbreed en voorzien van de gele bestrating die in de gehele binnenstad is aangebracht.
Samen met de Herestraat is de Oosterstraat de hoofdverbinding vanuit het zuiden naar de Grote Markt. De eerste stenen huizen verrezen al in de 13e eeuw in de straat. Waarschijnlijk was de straat al in de 14e, wellicht begin 15e eeuw volgebouwd. Veel panden in de straat hebben dan ook een zeer oude kern.
De straat heeft een sterk gemengd winkelaanbod. In het oog springende winkels zijn de kaashandel Van der Ley, die al sinds 1934 in de Oosterstraat is gevestigd en de hoedenwinkel van de firma H.Witting & Zn , die in 1876 als pettenfabrikant in de Oosterstraat begon. In de Oosterstraat bevindt zich ook de grootste kostuumverhuurder van de Stad, bekend bij de meeste studenten. Ook het poppodium Vera is in de Oosterstraat gevestigd.
Vlak voor de Grote Markt was vroeger het Willem Lodewijk Gymnasium gevestigd. In de jaren zeventig werd hier de Willem Lodewijkpassage gemaakt, waarin een bioscoop was gevestigd. In 1997 werd de bioscoop gesloten en in 2007 de passage - wegens toenemende onveiligheid - eveneens. In een voormalig deel van het gymnasium opende in 2016 het undergroundpodium De Gym en vlak ernaast zit sinds 2014 homocafé-club De Kast, vanuit de Oosterstraat bereikbaar via een smalle steeg.
De herintroductie van de tram in Groningen, waarvan het tracé door de Oosterstraat zou lopen, stuitte op groot verzet van de ondernemers in de straat. Met name dat er een dubbelspoor in de straat zou komen was voor de ondernemers een breekpunt. Mede door hun verzet werden de plannen voor de tram in 2012 afgeblazen.

## Monumenten
De Oosterstraat telt 14 rijksmonumenten. Daarnaast staan er in de straat 22 panden die beschermd worden als gemeentelijk monument.
| Adres                        | Bouwjaar               | Beschrijving | Monument  | Afbeelding |
| ---------------------------- | ---------------------- | --- | --------- | ---------- |
| Oosterstraat 1               | 13e eeuw               | Restant, achterste deel, van fors pand dat op de hoek van Oosterstraat en Grote Markt moet hebben gestaan | GM 102843 |            |
| Oosterstraat 2-4             | 1898                   | Drielaags onderkelderd hoekpand onder zadeldak, ter plaatse heeft een fors middeleeuws huis gestaan, wellicht nog restanten aanwezig in huidige bebouwing                                                                                        | GM 103087 |            |
| Oosterstraat 3               | Middeleeuwen           | Oorspronkelijk woonhuis, thans winkel. Drie bouwlagen, onderkelderd met een zadeldak. Oudste delen achtergevel, kelder en begane grond. 19e-eeuwse winkelpui.                                                                                    | GM 102844 |            |
| Oosterstraat 5               | 19e eeuw               | Drielaags pand, onderkelderd onder zadelkap | GM 102845 |            |
| Oosterstraat 6               | Vroege 15e eeuw        | Winkelpand met zeer oude kern. Achtergevel en voorgevel 19e eeuw, in 1977 een nieuwe winkelpui. | GM 102869 |            |
| Oosterstraat 8               | 15e, wellicht 14e eeuw | Winkelpand met wonen. In de kapconstructie nog onderdelen van de 15e-eeuwse kap. Winkelpui vernieuwd in 2005. | GM 102870 |            |
| Oosterstraat 10              | 16e eeuw               | Oorspronkelijk woonhuis, nu winkel. Voorhuis twee verdiepingen met steil zadeldak, achterhuis met schilddak, uit 18e eeuw. | GM 102871 |            |
| Oosterstraat 11              | 14e, wellicht 13e eeuw | Woonhuis, drie bouwlagen, onderkelderd. Kelder met zeer dikke muren. | RM 18600  |            |
| Oosterstraat 16              | 16e/17e eeuw           | Voorhuis, tweelaags pand met mezzanini en kroonlijst onder schilddak, achterhuis gebouwd in 1902 | GM 102873 |            |
| Oosterstraat 18              | 1895                   | Winkel met bovenwoning, houten winkelpui | GM 102874 |            |
| Oosterstraat 19              | 1906                   | Meubeltoonzaal met bovenwoning ontworpen door A.Th. van Elmpt | RM 485994 |            |
| Oosterstraat 20              | 17e eeuw               | Oorspronkelijk woonhuis, nu winkel met bovenwoning. Achterhuis mogelijk 16e-eeuws. | GM 106310 |            |
| Oosterstraat 23-23a          | 17e eeuw.              | Oorspronkelijk woonhuis, thans winkel met bovenwoning. Lijstgevel uit 1860, nieuwe winkelpui in 1928 | RM 486002 |            |
| Oosterstraat 25              | 16e eeuw               | Woonhuis met twee verdiepingen en een mezzanino onder schilddak. Lijstgevel uit 1820. Nieuwe winkelpui 1935. | GM 102851 |            |
| Oosterstraat 26              | 15e eeuw               | Oorspronkelijk woonhuis, nu winkel met bovenwoning. Diep voorhuis in twee bouwlagen, oorspronkelijk onderkelderd. Achterhuis 16e/17e eeuw. | GM 102875 |            |
| Oosterstraat 29              | Middeleeuwen           | Breed woonhuis, waarschijnlijk oorspronkelijk twee panden die zijn samengevoegd. Voorgevel 18e-eeuws. | RM 18601  |            |
| Oosterstraat 30              | 15e/16e eeuw           | Breed pand, oorspronkelijk woonhuis thans horeca. Achteringang in de Papengang. | GM 102877 |            |
| Oosterstraat 31              | 17e eeuw               | Oorspronkelijk woonhuis, thans winkel met bovenwoning. Naast het pand de Donkersgang. | RM 18602  |            |
| Oosterstraat 32              | 15e/16e eeuw           | Oorspronkelijk woonhuis, thans bedrijfspand op de hoek van de Papengang. Oorspronkelijk twee bouwlagen, derde laag later aangebracht. Zadeldak met wolfseind.                                                                                    | GM 102878 |            |
| Oosterstraat 33              | 13e/14e eeuw           | Oorspronkelijk woonhuis, thans bedrijfspand, twee bouwlagen met mezzanino, geheel onderkelderd. Voorgevel met kroonlijst uit de 17e eeuw. | RM 18603  |            |
| Oosterstraat 36              | 15e eeuw               | Oorspronkelijk woonhuis, thans bedrijfspand met bovenwoning op de zuidelijke hoek van de Papengang. Voorhuis van drie lagen met plat dak, achterhuis twee bouwlagen.                                                                             | GM 106311 |            |
| Oosterstraat 41              | 15e eeuw               | Oorspronkelijk woonhuis, thans bedrijfspand. Twee bouwlagen met mezzanino, zadeldak met schildeind aan de voorzijde. Overbouwde steeg naast het huis.                                                                                            | GM 102858 |            |
| Oosterstraat 42              | 13e/14e eeuw           | Oorspronkelijk woonhuis, thans bedrijfspand met een zeer oude kern. | GM 102881 |            |
| Oosterstraat 43              | 15e/16e eeuw           | Oorspronkelijk woonhuis, nu bedrijfspand. Zeer diep perceel met twee achterhuizen. | GM 102859 |            |
| Oosterstraat 44              | 14e eeuw               | Vera | RM 18608  |            |
| Oosterstraat 51              | 15e eeuw               | Twee gekoppelde panden, het pand rechts heeft wellicht een 15e-eeuwse oorsprong. De voorgevel gedateerd met gevelstenen 1778. | RM 18604  |            |
| Oosterstraat 53              |                        | Diep, onderkelderd pand met verdieping onder zadeldak, thans Hotel Schimmelpenninckhuys. | RM 18605  |            |
| Oosterstraat 55              | 17e eeuw               | Oorspronkelijk woonhuis, nu bedrijfspand. Aan de Oosterstraat lijstgevel uit de 19e eeuw. | GM 102863 |            |
| Oosterstraat/hoek Carolieweg | 1907                   | Woonhuis met winkel, ontworpen door A.Th. van Elmpt | RM 485487 |            |
| Oosterstraat 57-57a          | 1885                   | Winkelwoonhuis in eclectische bouwstijl. Winkelpui, ontworpen door Muller & van Elmpt uit 1937. | RM 486014 |            |
| Oosterstraat 59              | 1880                   | Hoedenwinkel, verbouwd in 1909 naar ontwerp van A.Th. van Elmpt. | RM 486023 |            |
| Oosterstraat 61              | 1860                   | Winkelpand met bovenwoning. Pui uit 1909. | GM 102864 |            |
| Oosterstraat 65              | 1300                   | Woonhuis in eclectische bouwstijl, geheel onderkelderd. Het pand heeft een Middeleeuwse kern, waarschijnlijk gebouwd als steenhuis, rond 1300. Achterhuis uit de 16e/17e eeuw.                                                                   | GM 102865 |            |
| Oosterstraat 67              | 1870                   | Herenhuis met op de begane grond winkel, pui uit 1927. Het pand heeft een aanzienlijk oudere kern uit de 15e eeuw. | GM 102866 |            |
| Oosterstraat 69              | 17e eeuw               | Woonhuis op de hoek van de Burchtstraat, twee verdiepingen, onderkelderd. Zadeldak met schildeind. | RM 18606  |            |
| Oosterstraat 71              |                        | Voorste deel van een groot complex dat doorloopt in de Burchtstraat en het Gedempte Zuiderdiep. In de verschillende bouwdelen zit een zeer brede tussenmuur, wellicht restant van de Middeleeuwse stadsmuur. Aan de Oosterstraat 19e-eeuwse pui. | RM 18607  |            |

Achter de Muur · 
Akerkhof · 
Akerkstraat · 
Broerstraat · 
Brugstraat ·
Bruine Ruiterstraat ·
Burchtstraat · 
Butjesstraat ·
Carolieweg ·
Coehoornsingel · 
Donkersgang · 
Driften · 
Emmaplein · 
Folkingestraat · 
Folkingedwarsstraat ·
Ganzevoortsingel · 
Gasthuisstraatje ·
Gedempte Kattendiep ·
Gedempte Zuiderdiep ·
Gelkingestraat ·
Grote Kromme Elleboog ·
Grote Markt ·
Guldenstraat ·
Guyotplein ·
Haddingestraat ·
Haddingedwarsstraat ·
Hardewikerstraat ·
Hereplein · 
Herebinnensingel ·
Heresingel ·
Herestraat ·
Hoekstraat ·
Hofstraat ·
Hoge der A ·
Hoogstraatje ·
Jacobijnerstraat ·
Kleine der A ·
Kattenhage ·
Kleine Kromme Elleboog ·
't Klooster ·
Kostersgang ·
Koude Gat ·
Kreupelstraat ·
Kwinkenplein ·
De Laan ·
Lage der A ·
Lopende Diep ·
Lutkenieuwstraat ·
Marktstraat ·
Martinikerkhof ·
Munnekeholm ·
Muurstraat ·
Naberstraat ·
Nieuwe Boteringestraat ·
Nieuwe Ebbingestraat ·
Nieuwe Kerkhof ·
Nieuwe Kijk in 't Jatstraat ·
Nieuwe Markt ·
Nieuwstad ·
Noorderhaven ·
Oosterstraat ·
Ossenmarkt ·
Oude Boteringestraat ·
Oude Ebbingestraat ·
Oude Kijk in 't Jatstraat ·
Papengang ·
Pausgang · 
Pelsterstraat ·
Peperstraat ·
Poelestraat ·
Praediniussingel ·
Rademarkt ·
Radesingel ·
Reitemakersrijge ·
Rode Weeshuisstraat ·
Schoolstraat · 
Schoolholm · 
Schuitemakersstraat ·
Schuitendiep · 
Sieboldsgang · 
Singelstraat · 
Sint Jansstraat ·
Sint Walburgstraat ·
Spilsluizen ·
Stationsstraat ·
Steentilstraat ·
Stoeldraaierstraat · 
Torenstraat · 
Turfstraat ·
Turfsingel ·
Turftorenstraat ·
Ubbo Emmiussingel ·
Vismarkt ·
Visserstraat ·
Waagstraat ·
Zoutstraat ·
Zwanestraat